# Západní Německo na Zimních olympijských hrách 1968
Západní Německo na Zimních olympijských hrách 1968 reprezentovalo 87 sportovců (67 mužů a 20 žen) v 10 sportech.

## Medailisté
| Medaile | Jméno                                | Sport              | Disciplína        |
| ------- | ------------------------------------ | ------------------ | ----------------- |
| Zlato   | Franz Keller                         | Severská kombinace | Muži jednotlivci  |
| Zlato   | Erhard Keller                        | Rychlobruslení     | Muži 500 m        |
| Stříbro | Horst Floth Pepi Bader               | Boby               | Dvojbob           |
| Stříbro | Christa Schmucková                   | Saně               | Ženy jednotlivci  |
| Bronz   | Margot Glockshuberová Wolfgang Danne | Krasobruslení      | Sportovní dvojice |
| Bronz   | Wolfgang Winkler Fritz Nachmann      | Saně               | Muži dvojice      |
| Bronz   | Angelika Dünhauptová                 | Saně               | Ženy jednotlivci  |